# Otoscope

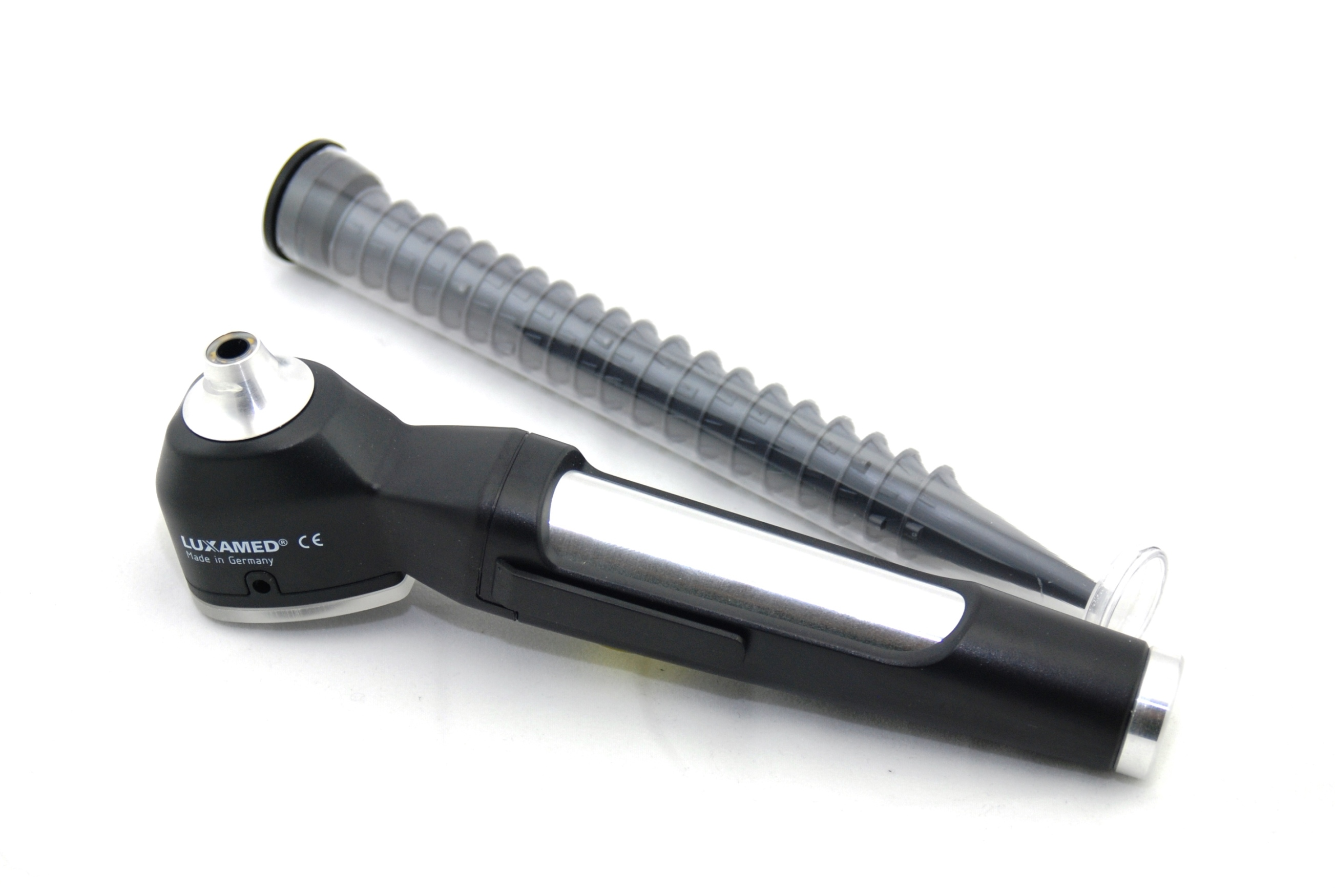
Un otoscope

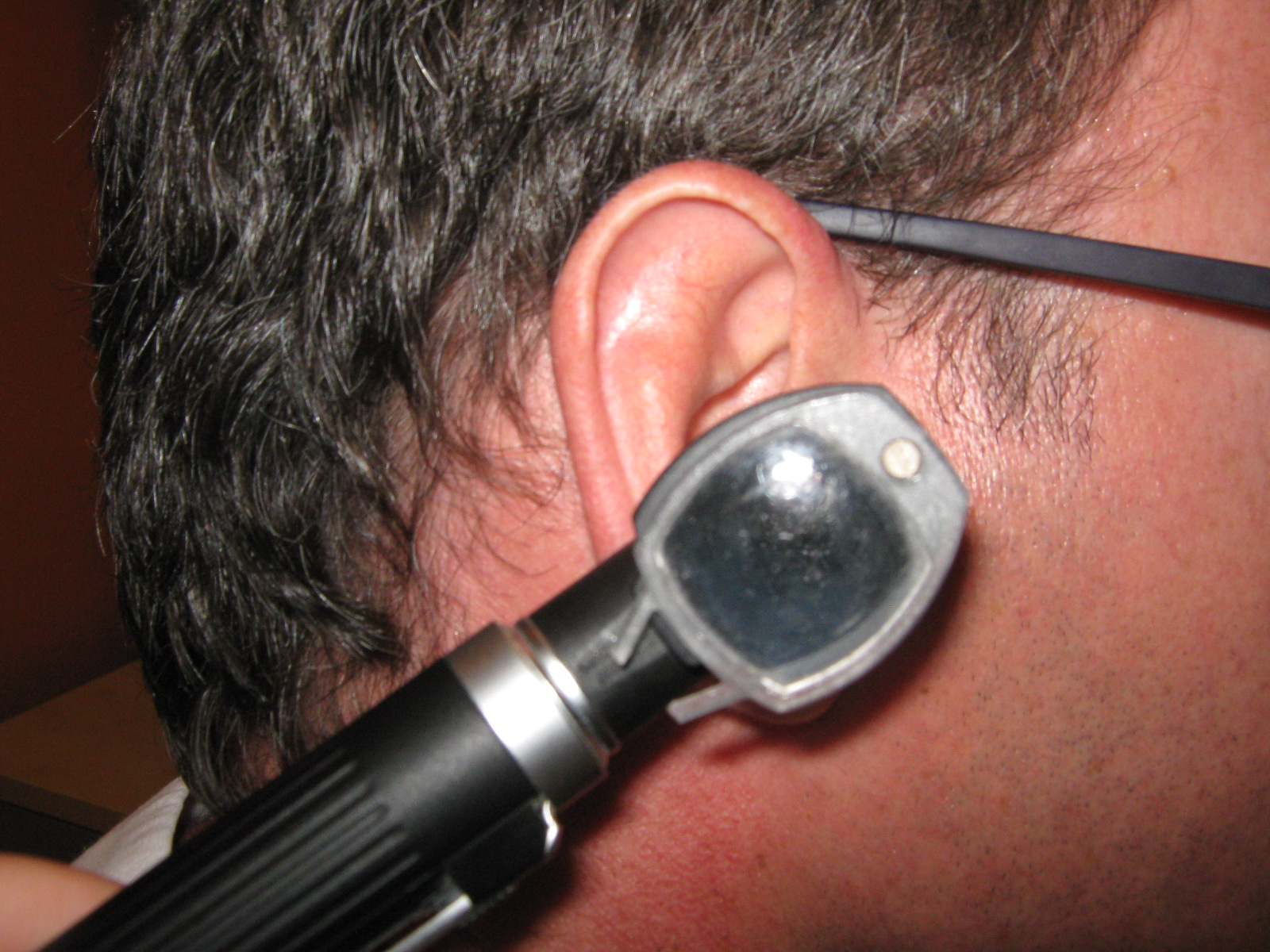
Examen otoscopique

Un otoscope est un instrument médical permettant l'inspection du conduit auditif externe et du tympan.
Il est constitué d'un manche, et d'une tête munie d'un système lumineux, d'une lentille grossissante et d'un speculum jetable. Le premier otoscope est inventé en 1834 par Jean-Pierre Bonnafont qui utilise une source lumineuse réfléchie vers l'oreille par un miroir ou transportée par fibre optique à l'intérieur du conduit auditif.
Certains otoscopes sont reliés à un système mural alors que d'autres sont portables, dans ce dernier cas les piles se trouvent dans le manche de l'appareil.
L'otoscope permet de diagnostiquer le plus souvent des affections telles que otite externe ou otite moyenne aiguë.
C'est l'instrument le plus utilisé en médecine générale avec le stéthoscope et le tensiomètre.